# Beatrice Weder di Mauro
Beatrice Weder di Mauro (Basilea, 3 agosto 1955) è un'economista e imprenditrice svizzera di origini italiane, docente di economia presso il Graduate Institute of International and Development Studies di Ginevra.
Dal giugno 2004 al 2012 ha fatto parte del Consiglio tedesco degli esperti economici: era la prima donna e la prima non tedesca ad essere nell'organismo che deve consigliare il governo tedesco su questioni economiche. Ha consigliato sia l'ex cancelliere  Gerhard Schröder sia il cancelliere Angela Merkel. Fa anche parte del consiglio di amministrazione di diverse grandi società, tra cui UBS, Bombardier e Robert Bosch GmbH.
I suoi interessi di ricerca riguardano la macroeconomia internazionale, in particolare crisi finanziaria, flussi di capitali globali, regolamentazione finanziaria, debito sovrano, sviluppo e crescita. Ha pubblicato ampiamente su importanti riviste accademiche e scrive periodici editoriali e contributi al dibattito sulle politiche pubbliche.

## Biografia
Weder di Mauro, svizzera, ha trascorso l'infanzia con la sua famiglia in Guatemala prima di tornare in Svizzera all'età di sedici anni. Dal 1971 al 1980 ha studiato in una scuola tedesca in Guatemala e nel 1984 ha conseguito il diploma di scuola superiore a Basilea. I diversi standard di vita della Svizzera e del Guatemala hanno suscitato il suo interesse per l'economia. Si è iscritta all'Università di Basilea, dove ha studiato economia laureandosi nel 1993 e conseguendo l'abilitazione in economia nel 1999.
Weder di Mauro è entrata a far parte del Fondo Monetario Internazionale come economista nel 1994 e della Banca Mondiale a Washington DC per lavorare nel team del World Development Report nel 1996. Dal 1997 al 1998 è stata Research Fellow-in-residence presso la United Nations University di Tokyo e dal 1998 al 2001 professore associato di economia all'Università di Basilea.  Nel 2001 è diventata professore di economia, politica economica e macroeconomia internazionale presso l'Università Johannes Gutenberg di Magonza, in Germania.  Dal 2002 al 2004 è stata membro della Commissione federale svizzera per l'economia a Berna  e dall'agosto 2004 al 2012  membro del Consiglio degli esperti economici della Germania.
Dal 2010 al 2012 ha fatto parte dell'European Regional Advisory Group del Fondo Monetario Internazionale a Washington, DC;  nel 2012 ha presieduto il World Economic Forum per l'Agenda Globale sui debiti sovrani,  dal 2013 al 2014 ha fatto parte del gruppo di esperti per il rimborso del debito della Commissione europea. Dal 2016 è senior fellow dell'Asian Bureau of Finance and Economic Research (ABFER) a Singapore. Dal 2018 è anche presidente del Center for Economic Policy Research (CEPR).
Nel 2020, in seguito alla pandemia COVID-19, Weder di Mauro è stata nominata dall'Ufficio Regionale per l'Europa dell'Organizzazione Mondiale della Sanità come membro della Commissione Pan-Europea per la salute e lo sviluppo sostenibile, presieduta da Mario Monti.

## Altre attività

### Consigli aziendali
- UBS AG, membro del consiglio di amministrazione (dal 2012)
- Bombardier Inc., membro del consiglio di vigilanza (dal 2016)
- Robert Bosch GmbH, membro del consiglio di sorveglianza (dal 2013)
- Deutsche Investitions und Entwicklungsgesellschaft GmbH, membro del consiglio di sorveglianza (2011-2013)
- ThyssenKrupp AG, membro del consiglio di sorveglianza (2010-2013)
- Ergo Versicherungsgruppe AG, membro del consiglio di sorveglianza (2005-2010)
- Roche Holding AG, membro del consiglio di vigilanza (2005-2010)
- Fraport AG, membro del gruppo consultivo
- Deloitte Germania, membro del gruppo consultivo

### Organizzazioni no profit
- Università di Magonza, vicepresidente del Consiglio universitario
- Fondazione ETH Zurigo, membro del Consiglio di fondazione
- Bellagio Group, membro (dal 2014)